# صابونچی (باکو)
صابونچی (به لاتین: Sabunçu) یک منطقه مسکونی در جمهوری آذربایجان است که از توابع شهر باکو به شمار می‌رود. صابونچی ۲۲۳۴۴ نفر جمعیت دارد.

## تاریخچه
تا آغاز سده بیستم میلادی، منطقه صابونچی ۳۵ درصد از نفت ناحیه باکو را تولید می‌کرد. همچنین این ناحیه جایی بود که نخستین سیستم راه آهن الکتریکی باکو-صابونچی در اتحاد جماهیر شوروی که توسط چنگیز ایلدیریم راه‌اندازی شد در سال ۱۹۲۴ تأسیس شد.

## جغرافیا
این شهر به‌عنوان مرکز اداری صابونچی رایون، در حومه و ناحیه شمال‌شرقی شهر باکو واقع شده است و بخشی از منطقه شهری آن است. صابونچی با فرودگاه بین‌المللی حیدر علی‌اف ۱۲ کیلومتر فاصله دارد.